# غيويا أريزميندي
غيويا أريزميندي (بالإسبانية: Gioia Arismendi) هي عارضة وممثلة فنزويلية، ولدت في 5 يناير 1984 في كاراكاس في فنزويلا.

## وصلات خارجية
- غيويا أريزميندي على موقع IMDb (الإنجليزية)
- غيويا أريزميندي على موقع قاعدة بيانات الفيلم (الإنجليزية)